# Collinsia palmeni
Collinsia palmeni là một loài nhện trong họ Linyphiidae.
Loài này thuộc chi Collinsia. Collinsia palmeni được Hackman miêu tả năm 1954.